# Деланд
Деланд (англ. DeLand) — місто (англ. city) в США, в окрузі Волусія штату Флорида. Населення — 37 351 особа (2020). Він є частиною агломерації Дельтона — Дейтона-Біч — Ормонд-Біч, у якому мешкало 590289 осіб на момент перепису населення 2010 року.
Місто знаходиться приблизно за 55 км на північ від центрального ділового району Орландо і приблизно за 37 км на захід від центрального ділового району Дейтона-Біч.

## Історія
Місто було засноване в 1876 році, і було названо за його засновником Генрі Аддісоном ДеЛандом. У ДеЛанді розташовано Університет Стетсона, найстаріший приватний коледж штату Флорида, а також Музей мистецтв — ДеЛанда. Муніципальний аеропорт ДеЛанд виступає в якості неконтрольованого полегшувального аеропорту загального авіасполучення для комерційних операцій у міжнародному аеропорту Дейтона Біч (DAB), Орландо-Санфордському міжнародному аеропорту (SFB) та Орландському міжнародному аеропорту (MCO).
2 лютого 2007 року ДеЛанд та його околиці стали місцем великих смерчів (торнейдо).
На головній вулиці міста Деланд, на бульварі Вудланд, є ряд помітних будівель 19 сторіччя. Він офіційно відомий як історичний район ДеЛандського даунтауну.

## Географія
Деланд розташований за координатами 29°1′21″ пн. ш. 81°17′11″ зх. д. / 29.02250° пн. ш. 81.28639° зх. д. (29.022505, -81.286488). За даними Бюро перепису населення США в 2010 році місто мало площу 46,06 км², з яких 45,58 км² — суходіл та 0,49 км² — водойми. В 2017 році площа становила 48,85 км², з яких 48,28 км² — суходіл та 0,56 км² — водойми.

## Демографія
Згідно з переписом 2010 року, у місті мешкала 27 031 особа в 10 746 домогосподарствах у складі 6159 родин. Густота населення становила 587 осіб/км². Було 12610 помешкань (274/км²).
Расовий склад населення:
| - 74,5 % — білих - 17,1 % — чорних або афроамериканців - 1,9 % — азіатів - 0,3 % — корінних американців - 0,1 % — вихідців з тихоокеанських островів - 3,9 % — осіб інших рас |

До двох чи більше рас належало 2,3 %. Частка іспаномовних становила 12,7 % від усіх жителів.
За віковим діапазоном населення розподілялося таким чином: 21,0 % — особи молодші 18 років, 58,6 % — особи у віці 18—64 років, 20,4 % — особи у віці 65 років та старші. Медіана віку мешканця становила 39,1 року. На 100 осіб жіночої статі у місті припадало 83,3 чоловіків; на 100 жінок у віці від 18 років та старших — 79,0 чоловіків також старших 18 років.
Середній дохід на одне домашнє господарство становив 56 317 доларів США (медіана — 39 382), а середній дохід на одну сім'ю — 68 282 долари (медіана — 49 929). Медіана доходів становила 37 854 долари для чоловіків та 31 941 долар для жінок. За межею бідності перебувало 20,6 % осіб, у тому числі 35,3 % дітей у віці до 18 років та 7,8 % осіб у віці 65 років та старших.
Цивільне працевлаштоване населення становило 9846 осіб. Основні галузі зайнятості: освіта, охорона здоров'я та соціальна допомога — 22,9 %, роздрібна торгівля — 18,0 %, науковці, спеціалісти, менеджери — 13,0 %, мистецтво, розваги та відпочинок — 9,5 %.

## Освіта
У ДеЛанді розташовані заклади вищої освіти:
- Університет Стетсона
- Дейтонський державний коледж
- Флоридський технічний коледж

## Особистості
У ДеЛанді мешкав Бакмінстер Фуллер, всесвітньо відомий винахідник 20 сторіччя, математик і футурист, винахідник геодезичного купола, придумав фразу «Земля космічного корабля».

## Галерея

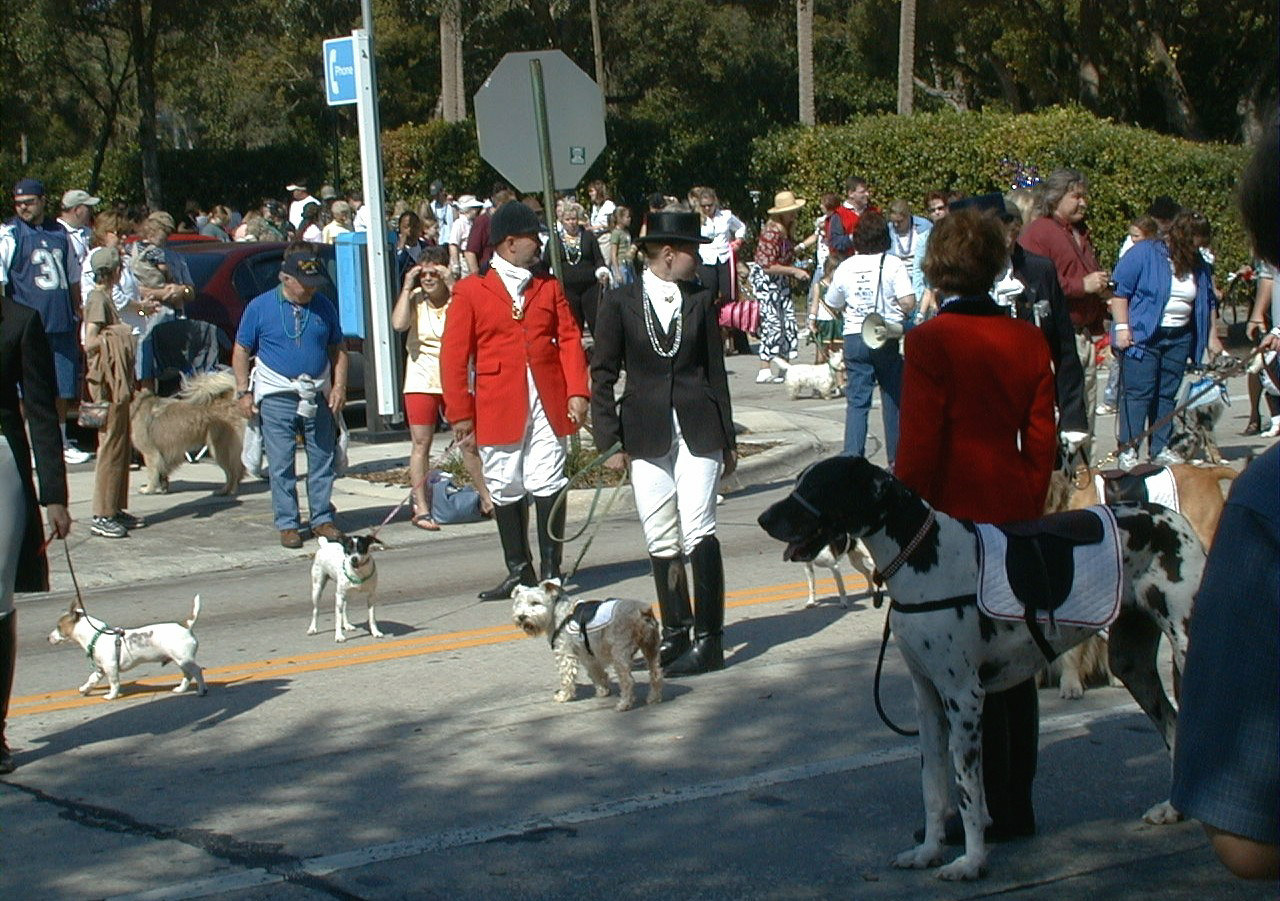
Щорічний парад собак у ДеЛанд
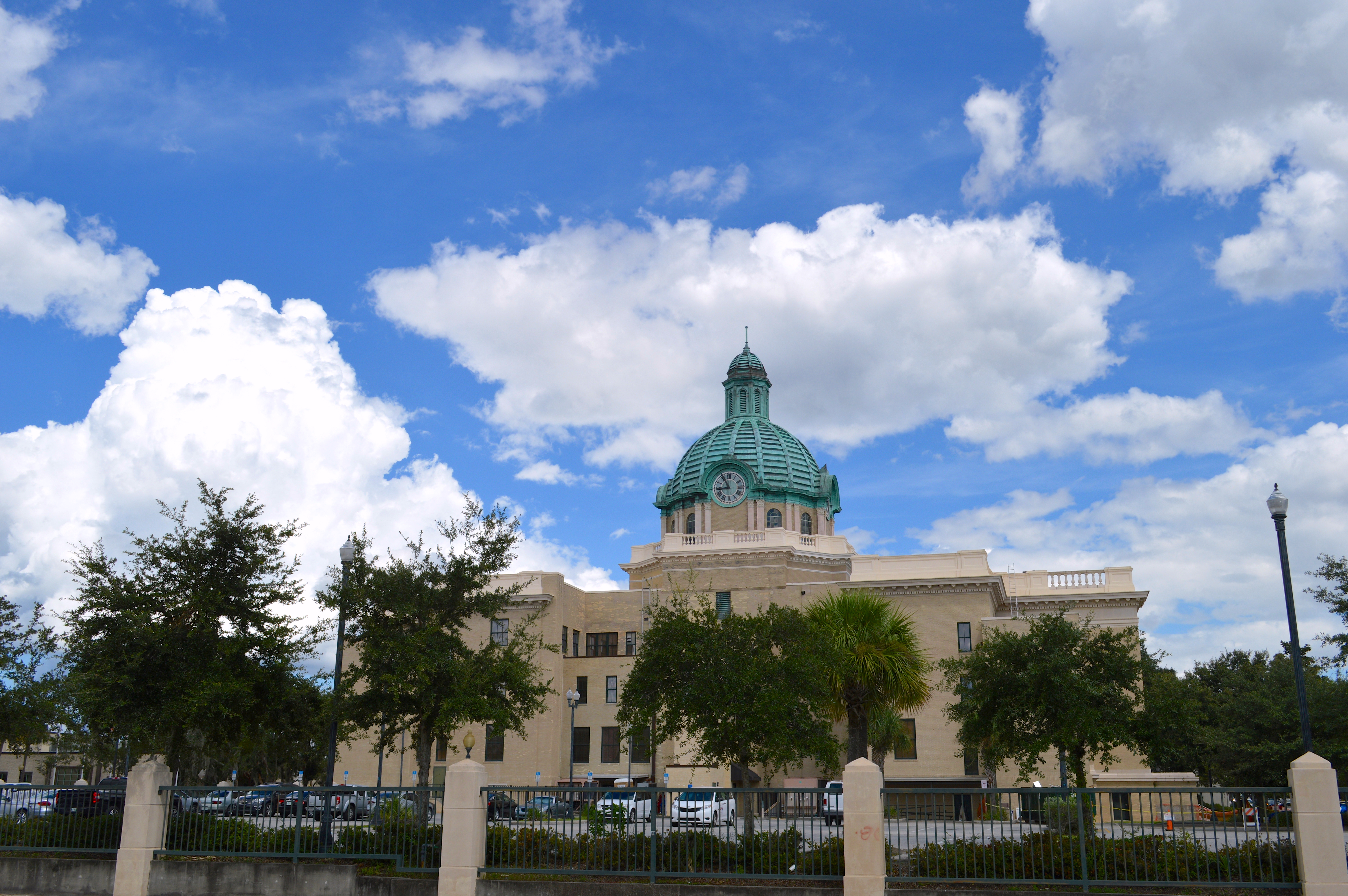
Стара будівля суду Волузької округи у ДеЛанд
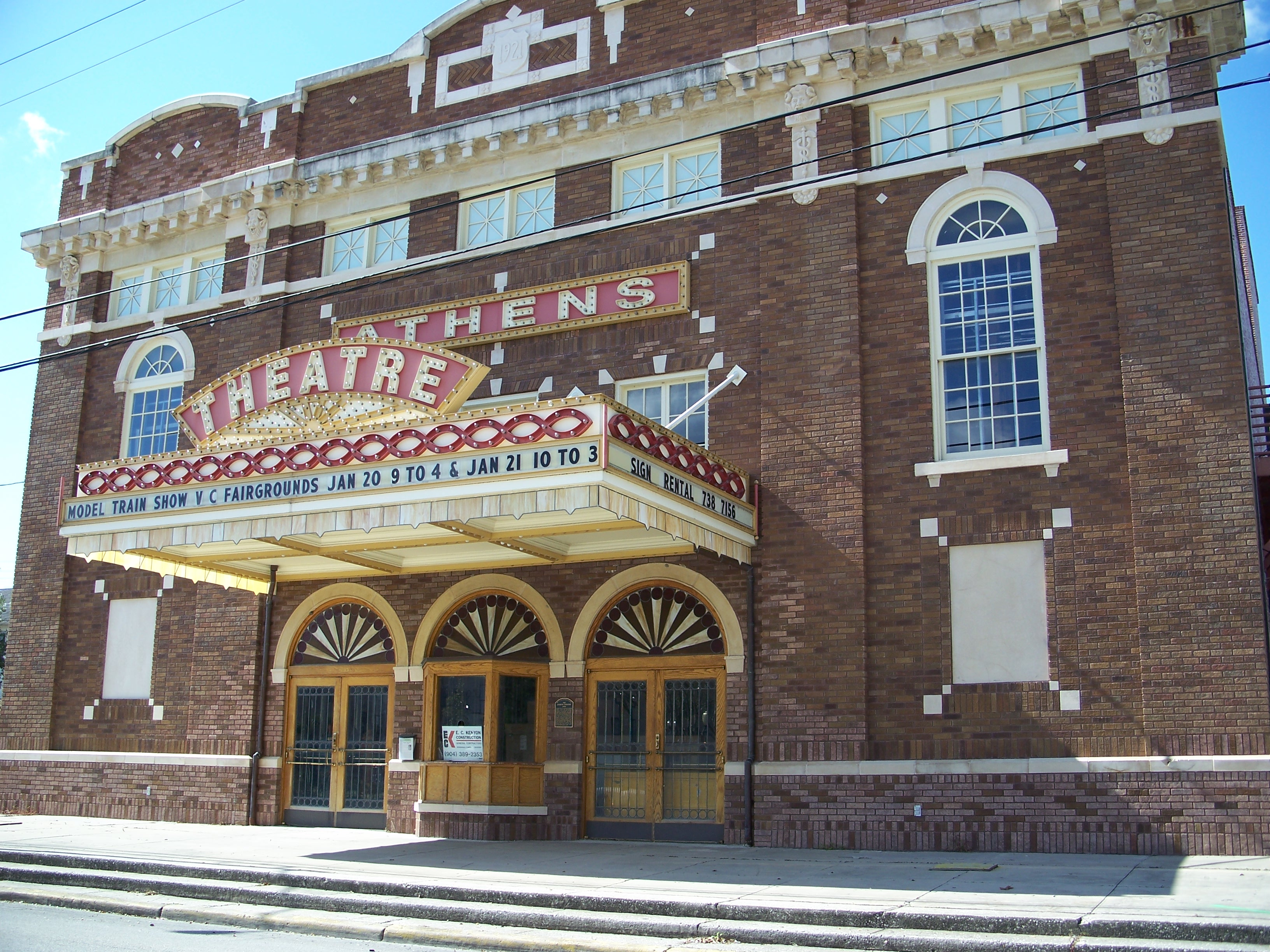
Афінський театр, побудований у 1921 році
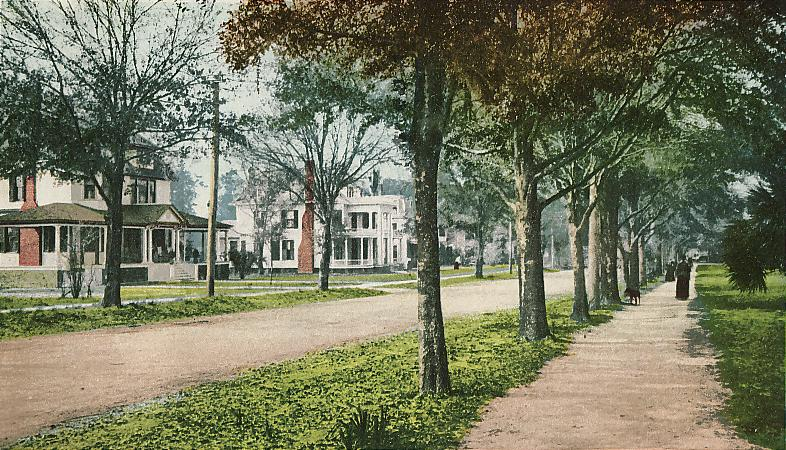
Нью-Йорк-авеню 1905 року
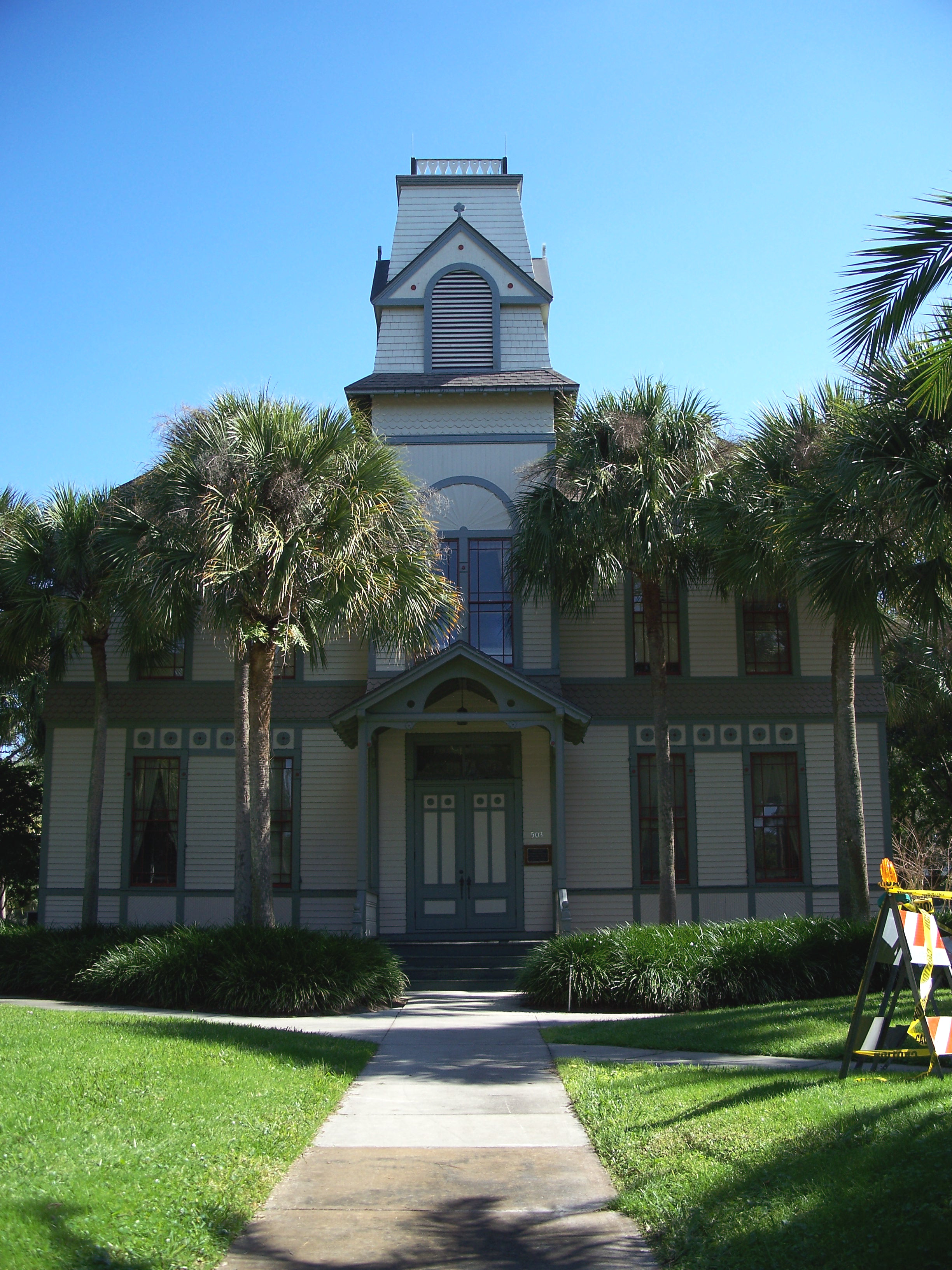
ДеЛанд Холл, побудований у 1884 році